# Na židově kopci
Na židově kopci je vrchol v České republice ležící v Podorlické pahorkatině.

## Geomorfologické zařazení
Vrch se nachází v Krkonošsko-jesenické subprovincii, v Orlické oblasti, v celku Podorlická pahorkatina, v podcelku Žamberská pahorkatina, okrsku Rokytnická pahorkatina a podokrsku Jablonská vrchovina.

## Poloha
Vrch se nachází severovýchodně nad obcí Mistrovice asi 1,5 kilometru západně od Jablonného nad Orlicí a asi 5 kilometrů východně od Letohradu. Prudkost a větší převýšení vykazuje pouze východní svah, na ostatních stranách jsou svahy buď mírné a táhlé anebo se zde nacházejí nehluboká sedla oddělující ho od sousedních vrchů.

## Vodstvo
Vrch se nachází v povodí Tiché Orlice. Ta protéká hluboce zaříznutým údolím pod východním svahem vrchu. Jeden z jejích přítoků pramení pod západním svahem v Jablonském lese.

## Vegetace
Vrch je pokryt polem. Pás lesa se nachází v prudkém východním svahu.

## Stavby a komunikace
Přímo na vrcholu se nachází radiokomunikační převáděč, ke kterému je z jižní strany z obce Mistrovice přivedena polní cesta. Zástavba zmíněné obce, konkrétně místní části Vedralovice, pokrývá část jižního úbočí, po kterém je vedena i zeleně značená trasa KČT 4234 z Letohradu do Jablonného nad Orlicí. Severním úbočím je vedena silnice I/11 Praha - Ostrava, západním úbočím pak odbočná silnice do Mistrovic.